# Holcocerus gloriosa
Holcocerus gloriosa is een vlinder uit de familie houtboorders (Cossidae). De wetenschappelijke naam van deze soort is voor het eerst geldig gepubliceerd in 1874 door Erschoff.
De soort komt voor in tropisch Afrika.